# Hrabstwo LaPorte
Hrabstwo LaPorte w stanie Indiana. Nazwa pochodzi od francuskiego la porte co oznacza drzwi. Siedzibą władz jest miasto La Porte, a największym miastem Michigan City. Michigan City-La Porte stanowi obszar metropolitalny.

## Miasta
- Kingsbury
- Kingsford Heights
- La Crosse
- La Porte
- Long Beach
- Michigan City
- Michiana Shores
- Pottawattamie Park
- Trail Creek
- Wanatah
- Westville

## CDP
- Rolling Prairie
- Fish Lake
- Hanna
- Hudson Lake